# Eldora (Iowa)

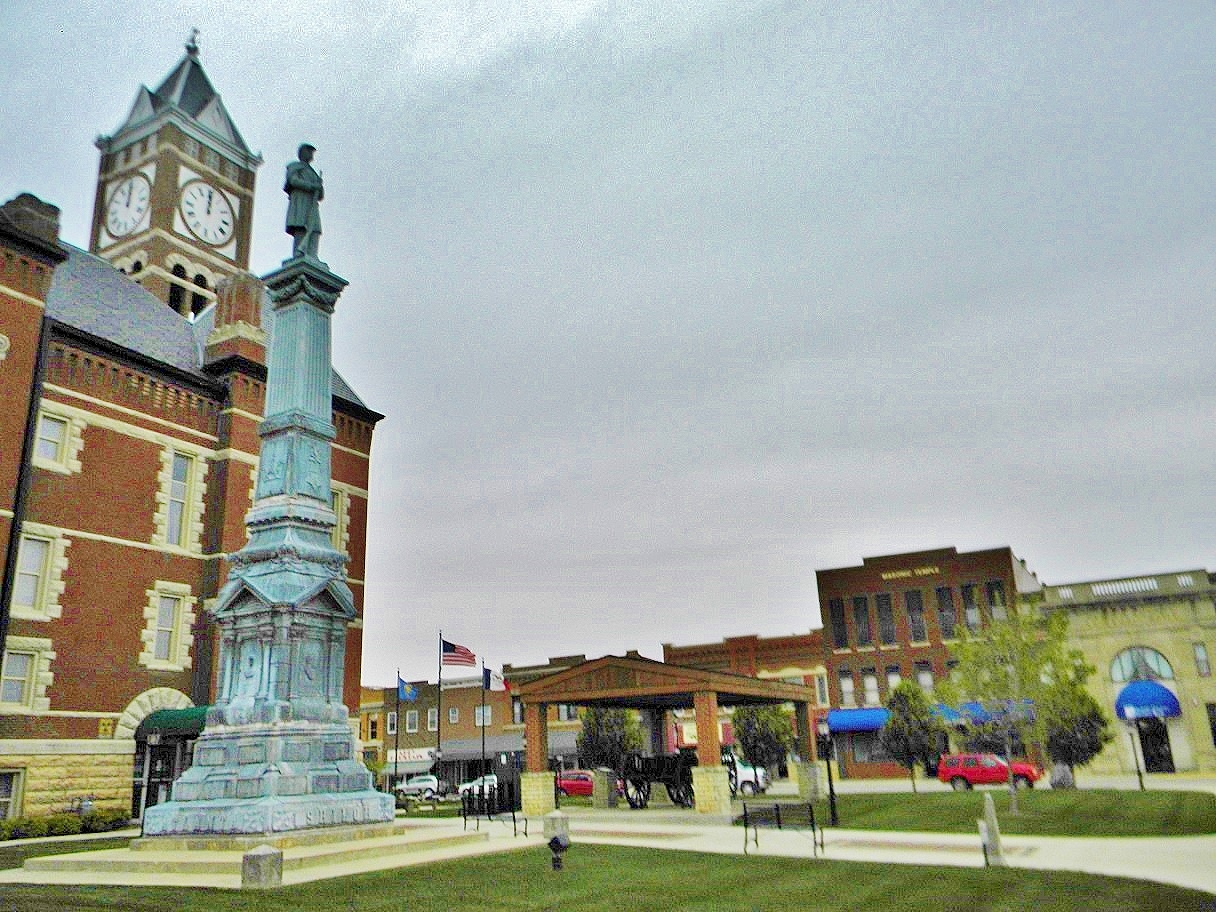
Centrum van Eldora

Eldora is een plaats (city) in de Amerikaanse staat Iowa, en valt bestuurlijk gezien onder Hardin County.

## Demografie
Bij de volkstelling in 2000 werd het aantal inwoners vastgesteld op 3035. In 2006 is het aantal inwoners door het United States Census Bureau geschat op 2820, een daling van 215 (-7,1%).

## Geografie
Volgens het United States Census Bureau beslaat de plaats een oppervlakte van 11,3 km², geheel bestaande uit land. Eldora ligt op ongeveer 315 m boven zeeniveau.

## Plaatsen in de nabije omgeving
De onderstaande figuur toont nabijgelegen plaatsen in een straal van 16 km rond Eldora.